# Ange Auguste Martimprey
Ange Auguste Martimprey (Meaux, 16 giugno 1809 – Parigi, 15 febbraio 1875) è stato un generale francese.

## Biografia
Ange Auguste Martimprey nacque il 16 giugno 1809 a Meaux, figlio di Augustin Dominique de Martimprey, ed ancora giovane decise di intraprendere la carriera militare, scelta che farà anche suo fratello Edmond che diverrà Generale di Divisione. Frequentò pertanto la rinomata scuola militare di Saint Cyr e ne uscì col grado di Sottotenente nel 1829, venendo destinato al 26º reggimento di fanteria di linea.
Nominato Capitano nel luglio del 1837, partecipò alle campagne d'Algeria tra il 1837 ed il 1840 e nuovamente tra il 1842 ed il 1846, ottenendo ben due encomi dai suoi superiori.
Nominato Colonnello nel 1851, venne assegnato al 65º reggimento di fanteria e nell'agosto del 1854 venne promosso Generale di Brigata, venendo assegnato al comando della 1ª brigata della 2ª divisione del 4º corpo d'armata dall'agosto del 1856.
Nel 1859 prese parte attiva alla guerra in Italia, partecipando alla Battaglia di Magenta ove venne ferito e nominato Generale di Divisione come ricompensa il 13 luglio successivo. Il 9 luglio del 1862 venne nominato Gran'Ufficiale della Legion d'Onore divenendo anche membro per la commissione dei trasporti pubblici dell'Impero Francese.
Morì a Parigi il 15 febbraio 1875.